# میلان واسویویچ
میلان واسویویچ (سیریلیک صربی: Милан "Цига" Васојевић؛ ۲۷ دسامبر ۱۹۳۲ – ۲۴ دسامبر ۱۹۹۶) مربی بسکتبال اهل یوگسلاوی بود.
وی در مسابقات کشوری و بین‌المللی در مجموع برندهٔ ۱ مدال طلا، ۲ مدال نقره، ۳ مدال برنز شده‌است.